# 아메리스타 에어 카고
아메리스타 에어 카고(영어: Ameristar Air Cargo)는 미국의 화물 항공사로 본사는 미국 텍사스주 댈러스에 위치해 있으며 2000년에 설립했다. 허브 공항으로 애디슨 공항이 있으며 그 밖의 허브 공항으로 월로우런 공항과 엘파소 국제공항이 있다.

## 역사
항공사는 2000년에 설립 했으며 2005년 9월에 보잉 737-200을 도입했으며 2008년에 영화에 출연한 적이 있다. 여객의 경우 스포츠와 엔터테인먼트 업계의 유명 인사, 대학 체육팀, 높은 자산 개인을 포함한다.

## 보유 기종
- 2012년 3월 기준으로 아메리스타 에어 카고는 다음과 같은 기종을 보유하고 있으며 평균 기령은 37.2년이다.[2]

| 기종                    | 대수 |
| ----------------------- | ---- |
| 맥도넬더글러스 DC-9-15F | 3    |
| 맥도넬더글러스 MD-83    | 2    |